# Museo kircheriano
Il Museo kircheriano fu una raccolta pubblica di antichità e curiosità (Wunderkammer), fondata nel 1651 dal padre gesuita Athanasius Kircher nel Collegio Romano. Le sue collezioni andarono gradualmente disperse nel corso dei secoli.

## Storia
Nel 1651 Alfonso Donnini, un aristocratico e antiquario italiano, donò ai religiosi del Collegio Romano il suo "gabinetto delle curiosità": "varie cose curiose e preziose affinché se ne occupino e i loro studi possano trarne beneficio". Padre Athanasius Kircher (1602-1680), professore di matematica, fisica e lingue orientali, si occupò della collezione con grande cura e la trasformò presto in un museo di antichità, tecnologia, arte, scienza e archeologia.
Già famoso e ammirato dalle menti più illuminate del suo tempo e dai suoi studenti al Collegio Romano per le sue vaste conoscenze scientifiche e l'eclettismo filosofico, Kircher aggiunse alla collezione oggetti di storia naturale raccolti durante le sue spedizioni in Sicilia (1630) e a Malta (1636), strumenti musicali e persino macchine di sua invenzione. Utilizzò i suoi contatti, in particolare i gesuiti all'estero, per accrescere le raccolte etnografiche con oggetti esotici provenienti dalle missioni all'estero.
Il museo divenne subito popolare e ospitò molti visitatori. Un primo catalogo venne pubblicato nel 1678 da Giorgio de Sepibus e comprendeva alcune tavole illustrate, oggi unica testimonianza dell'allestimento. Dopo la morte di Kircher nel 1680 il museo attraversò un periodo di abbandono. Riprese nuova vita e vigore grazie all'attività del nuovo curatore Filippo Bonanni che pubblicò un secondo catalogo nel 1709. Dal confronto tra i due cataloghi si può constatare che molti oggetti erano già scomparsi dalla collezione. Con il tempo il museo riacquistò il suo antico splendore e, grazie agli aiuti ricevuti e alle molte donazioni, divenne sede di molte importanti collezioni che toccavano tutti i campi della conoscenza, dalla filosofia sperimentale all'esoterismo alla tecnologia. Al Bonanni successe Orazio Borgondio, che nel 1740 allestì un'intera sala con strumenti matematici, astronomici e fisici. La collezione di archeologia fu ampliata dal padre Contuccio Contucci, direttore del museo tra il 1735 e il 1765.

### Dispersione
L'ultimo direttore gesuita del Museo fu il letterato Antonio Maria Ambrogi (1713-1788). Nel 1773, a seguito della soppressione della Compagnia di Gesù da parte di Clemente XIV, il Collegio Romano fu affidato al clero di Roma e le collezioni iniziarono a subire le prime drastiche alterazioni: molti reperti finirono al Museo Pio-Clementino nei Musei Vaticani. Nel 1814 la Compagnia di Gesù fu ricostituita da Pio VII e nel 1824 Leone XII restituì collegio e museo ai gesuiti. Dal 1839 in poi il museo fu diretto per quasi vent'anni da Giuseppe Marchi, che tentò una riorganizzazione e produsse una monografia sulle monete antiche ivi conservate, L'aes grave del Museo Kircheriano.
Quando nel 1870 Roma fu conquistata e divenne la capitale del Regno d'Italia, gran parte delle proprietà ecclesiastiche furono espropriate dal nuovo Stato unitario: al Collegio romano furono posti il Liceo ginnasio Visconti e la Biblioteca nazionale centrale. Anche il Museo kircheriano divenne un museo statale e tra il 1881 e il 1913 fu diretto da Luigi Pigorini, che lo incrementò affiancandogli il Museo nazionale preistorico etnografico.
Solo nel 1913 un decreto del Ministero della pubblica istruzione autorizzò la definitiva dispersione delle collezioni, che furono ripartite nei nuovi musei statali della capitale: le antichità etrusche e italiche andarono al Museo nazionale etrusco, quelle romane al Museo nazionale romano, i reperti medievali e rinascimentali a Castel Sant'Angelo e, dal 1916, al nuovo Museo nazionale del Palazzo di Venezia. Nel Collegio rimasero solo alcune curiosità, come i modellini in legno degli obelischi romani, e il Museo nazionale preistorico etnografico, poi trasferito all'EUR negli anni 1960.
Una mostra dedicata all'antico Museo kircheriano si tenne a Palazzo Venezia tra il 28 febbraio e il 22 aprile 2001. In quell'occasione il Ministero per i beni e le attività culturali pubblicò un catalogo contenente molte foto dei reperti appartenuti al museo e ora distribuiti in varie istituzioni. I capitoli mostrano la grande varietà delle sezioni del museo: dall'esotismo orientale alle scoperte etnologiche dei missionari, dall'astronomia alle scienze della terra (vulcanologia, zoologia, etc.), dall'egittologia (geroglifici) all'ermetismo, dalla scienza alla tecnologia (stenografia, poligrafia, campana subacquea, etc.), dalla pinacoteca del Collegio Romano all'archeologia greca e romana.
In anni recenti, i docenti e gli alunni del Liceo Visconti hanno approntato un allestimento museale che si richiama allo storico museo kircheriano.

### Galleria d'immagini
Tra i reperti un tempo appartenenti al Museo kircheriano figurano:

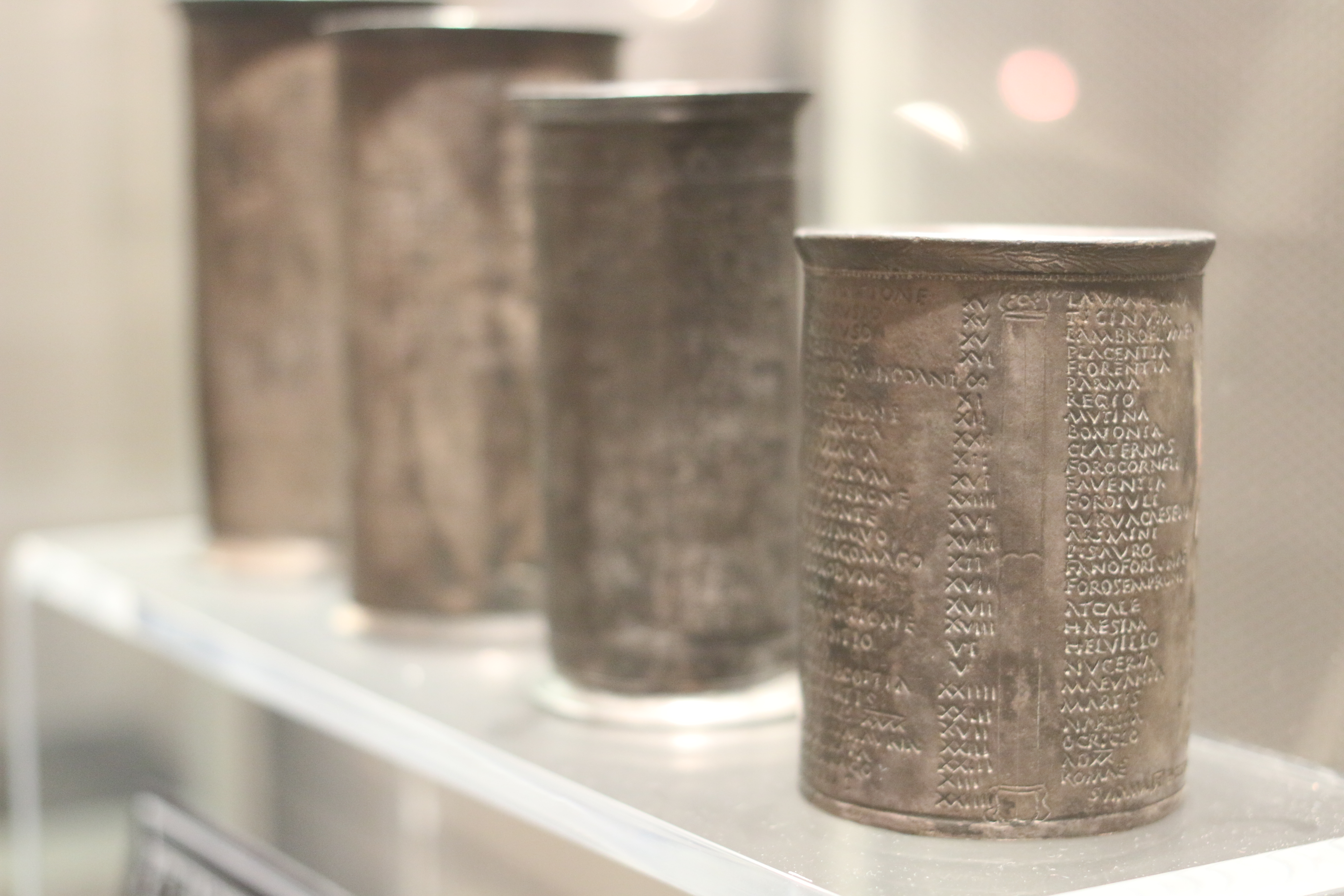
Bicchieri di Vicarello (Museo nazionale romano di palazzo Massimo)
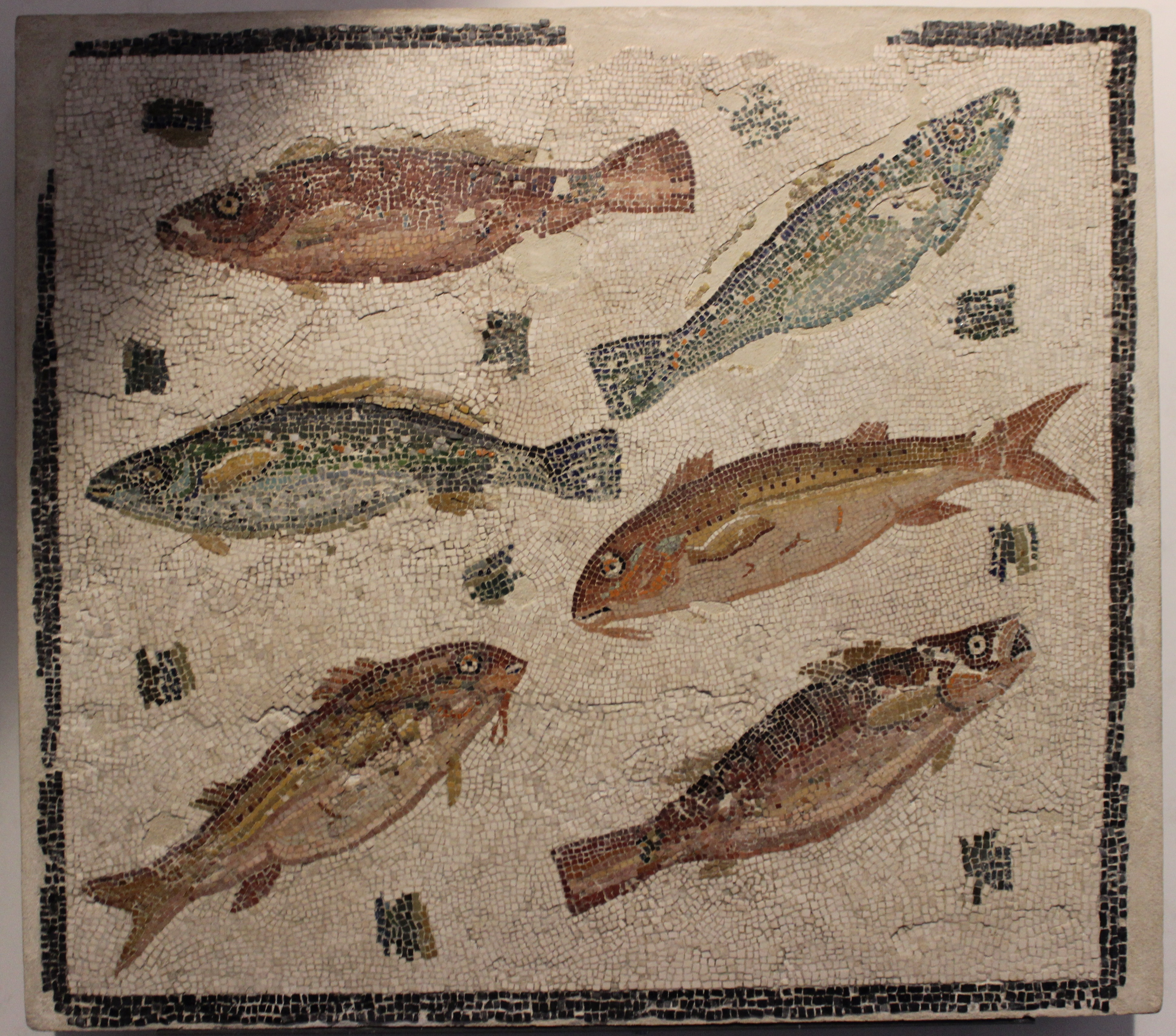
Mosaico romano con pesci (ivi)
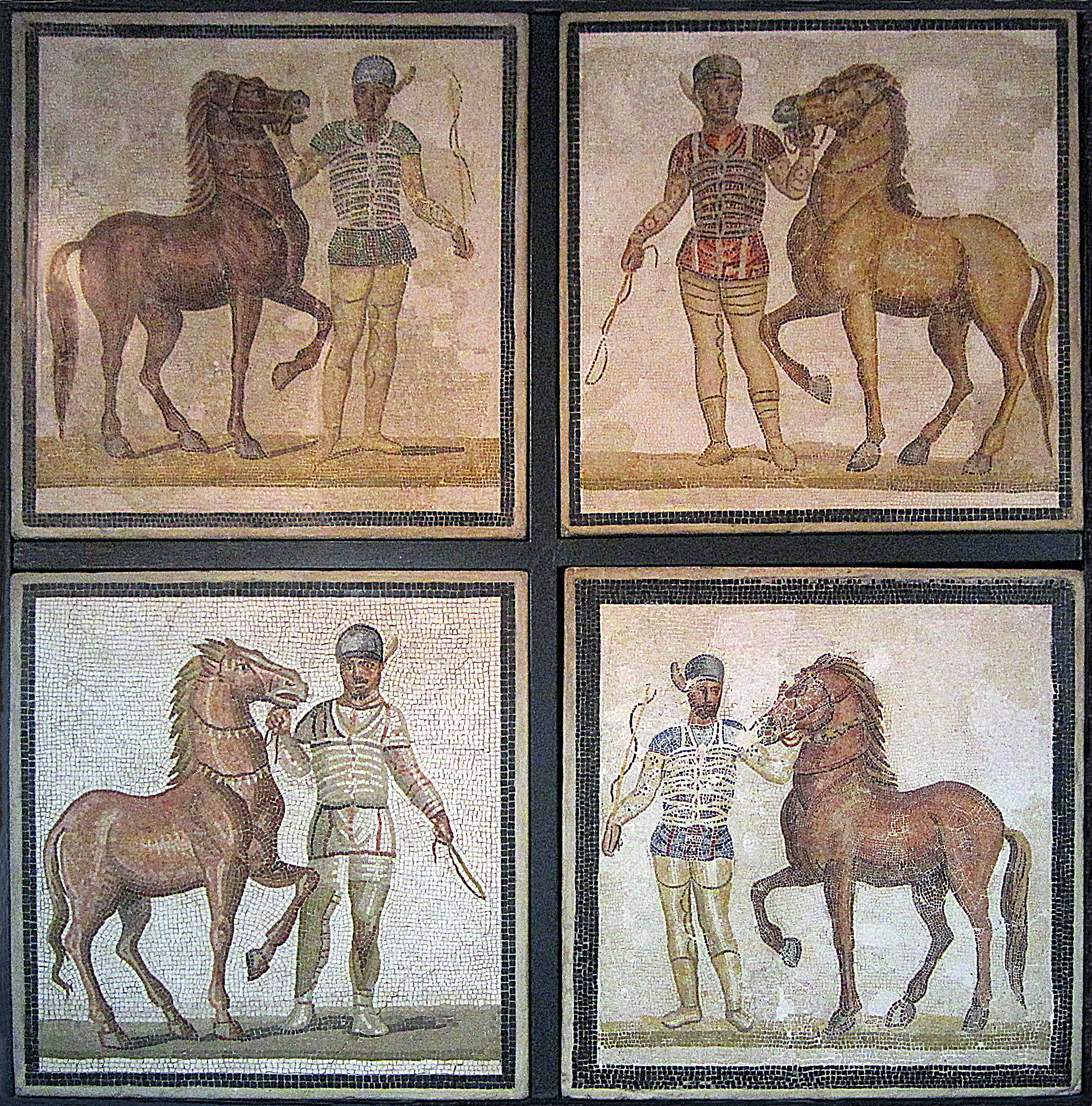
I 4 aurighi rappresentanti le fazioni del circo (ivi)
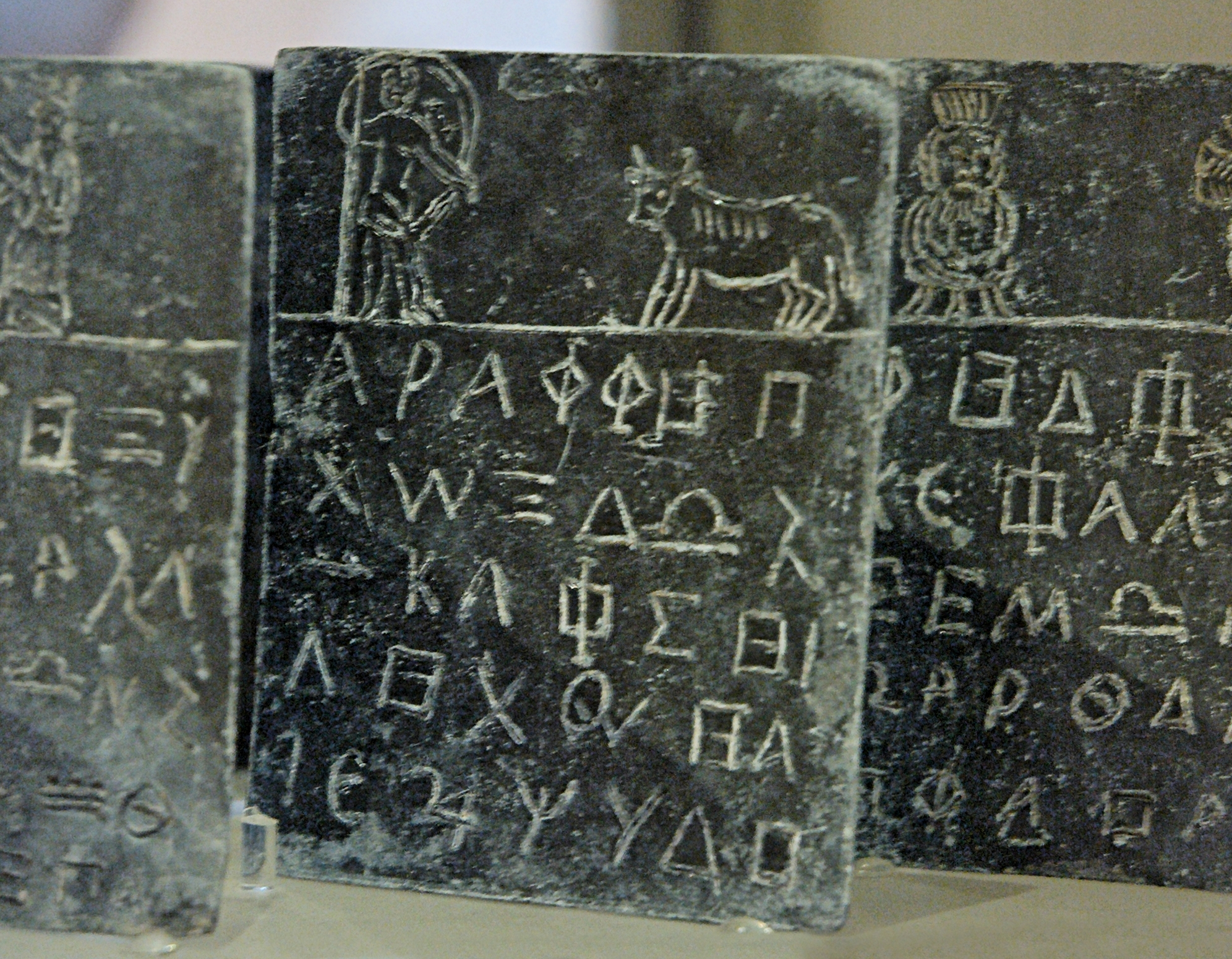
Libro magico del IV-V secolo d. C. (Museo nazionale romano delle Terme di Diocleziano)
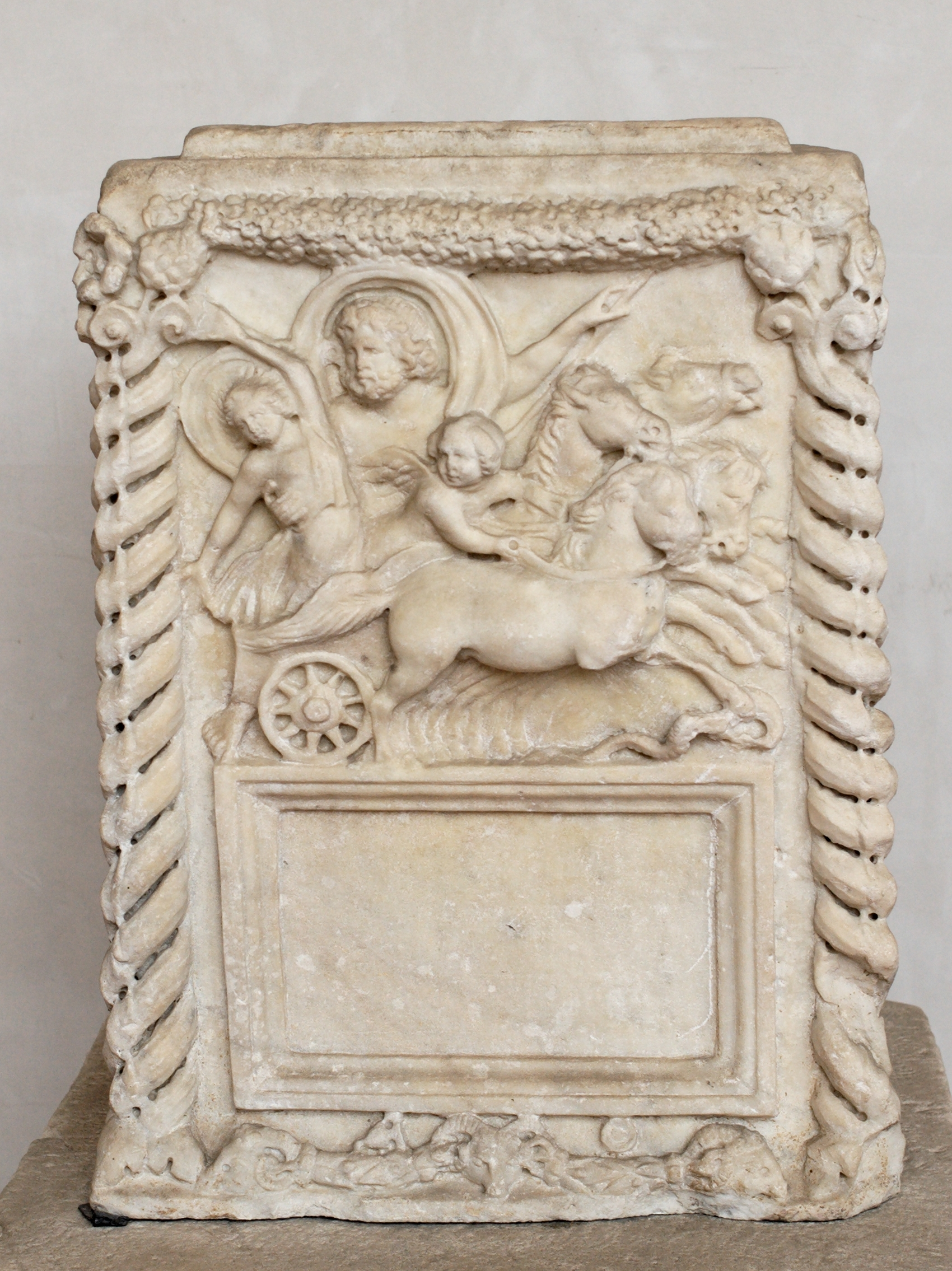
Tabula cineraria con ratto di Proserpina (ivi)
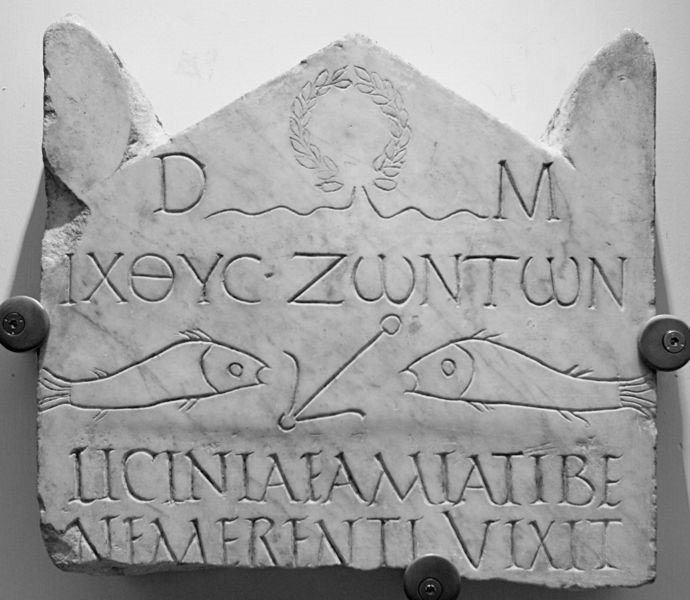
Stele funebre di Licinia Amias: reca una delle più antiche iscrizioni cristiane note (ivi)
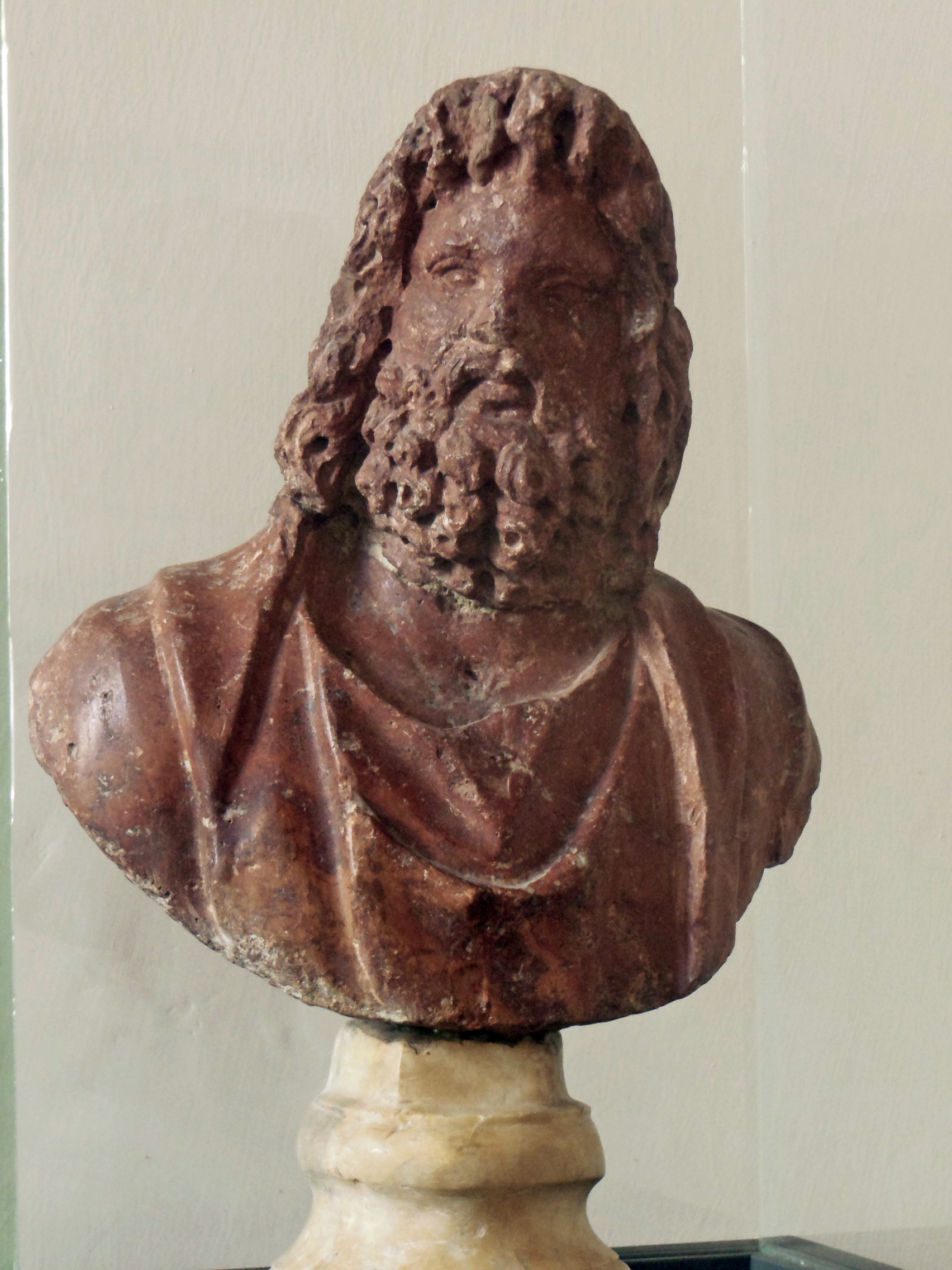
Busto di Serapide in marmo rosso antico del II-III secolo (Museo nazionale romano di palazzo Altemps)
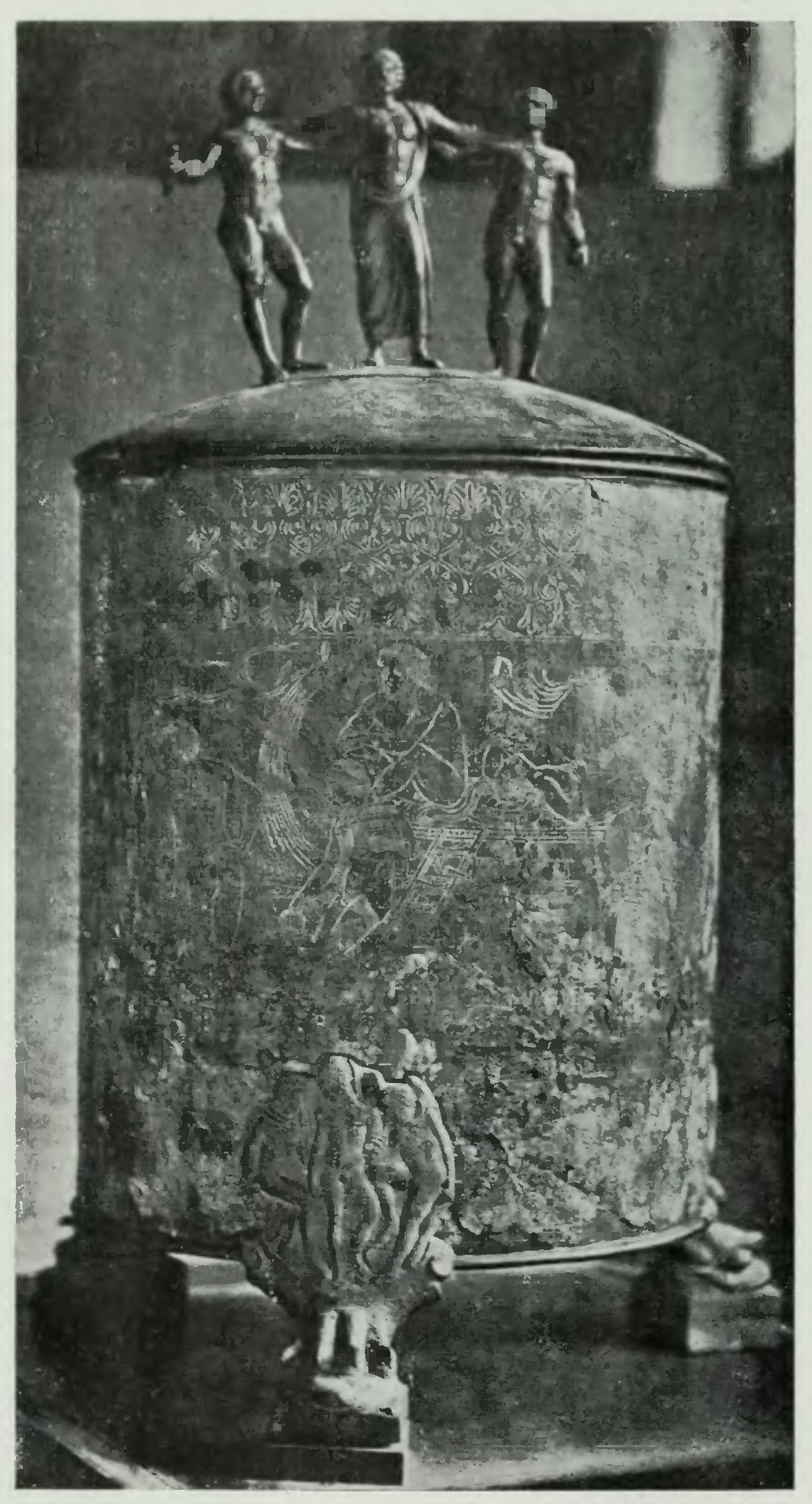
Cista Ficoroni (Museo nazionale etrusco di Villa Giulia)
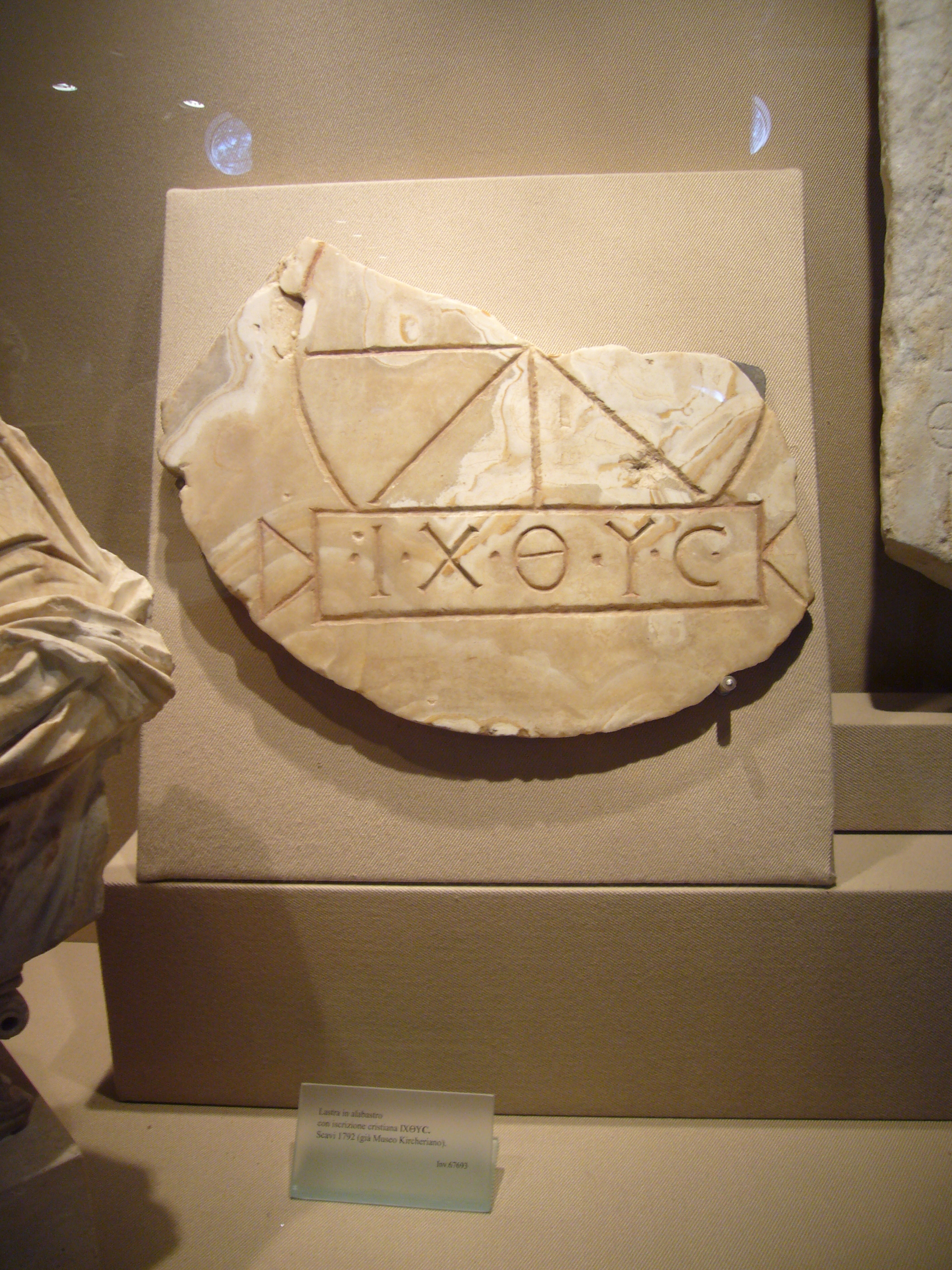
Alabastro con il simbolo ΙΧΘΥϹ (antiquarium della villa dei Quintili)

## Bibliografia

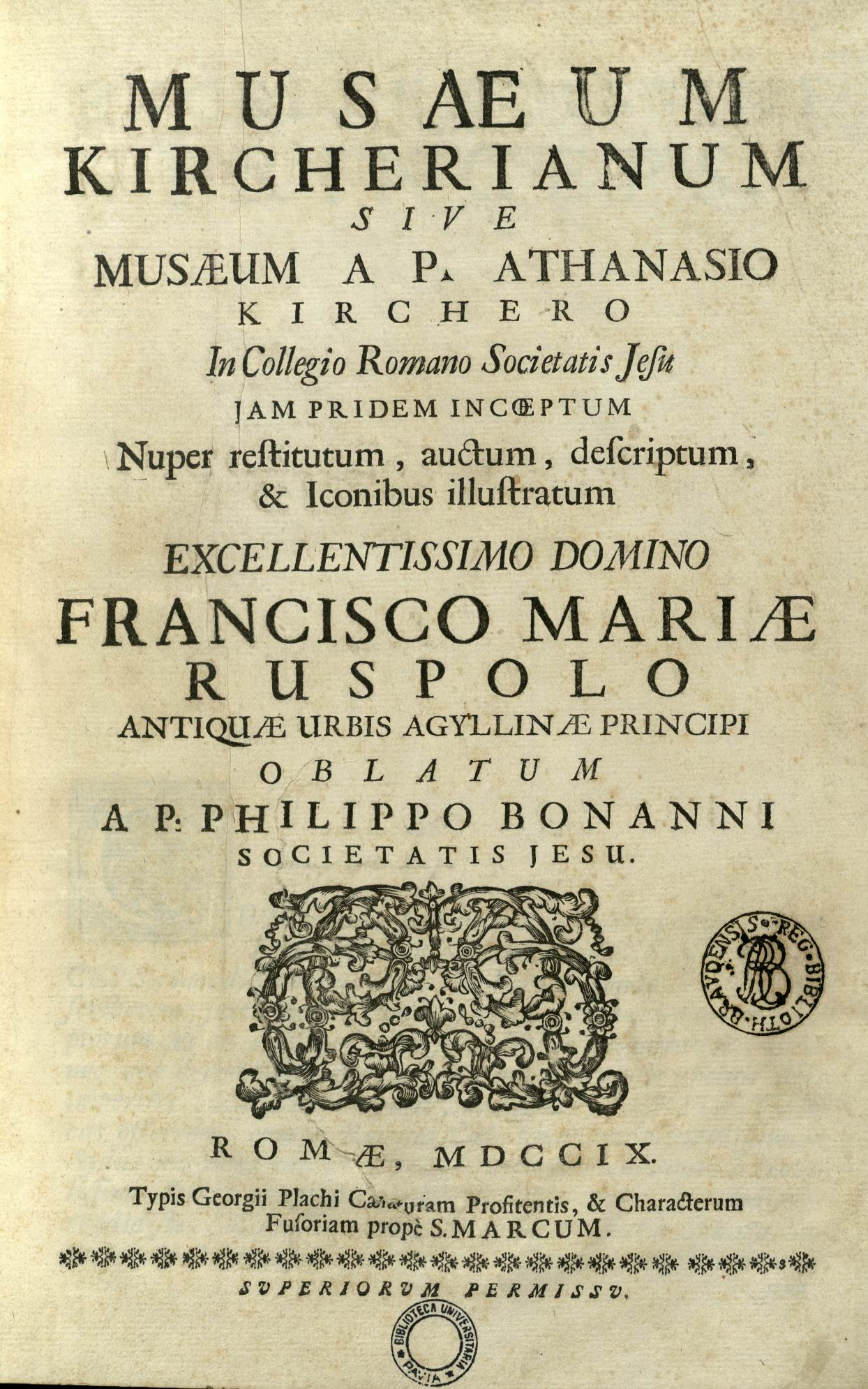
Filippo Bonanni, Musaeum Kircherianum, 1709